# Chima Ugwu
Kingsley Chima Ugwu (né le 19 juillet 1973 à Enugu) est un athlète nigérian spécialiste du lancer du poids, et dans une moindre mesure du lancer du disque.

## Carrière

### Palmarès
| Année | Compétition            | Lieu               | Résultat | Épreuve          | Performance |
| ----- | ---------------------- | ------------------ | -------- | ---------------- | ----------- |
| 1989  | Championnats d’Afrique | Lagos              | 2e       | Lancer du poids  | 16,76 m     |
| 1991  | Jeux africains         | Le Caire           | 1er      | Lancer du poids  | 17,64 m     |
| 1992  | Championnats d’Afrique | Belle Vue Mauricia | 1er      | Lancer du poids  | 18,50 m     |
| 1993  | Championnats d’Afrique | Durban             | 2e       | Lancer du poids  | 18,07 m     |
| 1994  | Jeux du Commonwealth   | Victoria           | 3e       | Lancer du poids  | 19,26 m     |
| 1995  | Jeux africains         | Harare             | 2e       | Lancer du poids  | 18,55 m     |
| 2000  | Championnats d’Afrique | Alger              | 1er      | Lancer du poids  | 19,02 m     |
| 2000  | Championnats d’Afrique | Alger              | 3e       | Lancer du disque | 57,91 m     |
| 2003  | Jeux africains         | Abuja              | 2e       | Lancer du poids  | 18,66 m     |
| 2003  | Jeux afro-asiatiques   | Hyderabad          | 2e       | Lancer du disque | 59,87 m     |
| 2006  | Championnats d’Afrique | Bambous            | 3e       | Lancer du disque | 51,56 m     |

### Records
| Épreuve          | Performance | Lieu    | Date            |
| ---------------- | ----------- | ------- | --------------- |
| Lancer du poids  | 20,26 m     | Lagos   | 22 juillet 2000 |
| Lancer du disque | 64,53 m     | Salinas | 19 mai 2004     |